# باناتسکا پالانکا
باناتسکا پالانکا (به صربی: Banatska Palanka) یک روستا در صربستان است که در Bela Crkva municipality واقع شده‌است. باناتسکا پالانکا ۸۳۷ نفر جمعیت دارد و ۶۴ متر بالاتر از سطح دریا واقع شده‌است.